# Orania longisquama
Orania longisquama är en enhjärtbladig växtart som först beskrevs av Henri Lucien Jumelle, och fick sitt nu gällande namn av John Dransfield och Natalie Whitford Uhl. Orania longisquama ingår i släktet Orania och familjen Arecaceae. IUCN kategoriserar arten globalt som livskraftig. Inga underarter finns listade i Catalogue of Life.